# 矢野光世
矢野 光世（やの てるよ、1991年3月3日 - ）は、福岡市出身の元女子競輪選手。日本競輪学校（当時。以下、競輪学校）第104期生。現役時代は日本競輪選手会福岡支部所属、ホームバンクは久留米競輪場。師匠は藤田剣次（85期）。

## 来歴
博多工業高等学校を経て、製菓の専門学校へと進む。その傍ら、メッセンジャーのアルバイトを始めたことがきっかけとなり、ガールズケイリンへの道へと進むことを決めた。2011年12月16日、競輪学校104回試験に合格した。
2013年3月29日、競輪学校を卒業。在校競走成績は第6位（16勝）。
2013年5月10日、京王閣競輪場でデビューし3着。同年6月8日、奈良競輪場で初勝利。同年12月25日、高松競輪場で初優勝。
2020年秋頃に腎臓周りが炎症を起こし手術を受けたほか、入退院を繰り返した。
その後は復帰するも、2023年3月6日の高知FII（ミッドナイト）2日目第1レースで7着となり、最終日は途中欠場。以降、長期欠場を続け、最終的にレースに復帰することなく8月に引退を決意。この3月のレースがラストランとなった。
2023年10月10日、選手登録消除。通算戦績は672戦64勝（優勝3回）。生涯獲得賞金5588万2900円。
引退前の同年9月には長崎県へ転居し、2年半交際していた同い年の僧侶と結婚した。引退後は、長崎で400年の伝統を持つ「波佐見焼」にのめり込み、波佐見焼の皿を焼いて日々過ごしている。